# Amo (álbum)
Amo é o sexto álbum de estúdio da banda britânica de rock Bring Me the Horizon. Originalmente programado para lançar em 11 de janeiro de 2019, foi lançado em 25 de janeiro de 2019. O álbum foi anunciado em 22 de agosto de 2018, um dia após o lançamento do primeiro single "MANTRA".  Foi produzido pelo vocalista Oliver Sykes e pelo tecladista Jordan Fish, e foi escrito e gravado principalmente em Los Angeles e em Sheffield.
O álbum foi precedido por cinco singles. O primeiro, "Mantra", foi lançado em 21 de agosto de 2018. O segundo single, "Wonderful Life", com Dani Filth do Cradle of Filth, foi lançado em 21 de outubro de 2018. O terceiro single, "Medicine", foi lançado em 03 de janeiro de 2019. O quarto single, "Mother Tongue" foi lançada em 22 de janeiro de 2019. O quinto single, "Nihilist Blues", com Grimes, foi lançado em 24 de janeiro de 2019. O álbum foi o primeiro da banda a chegar na posição nº1 nas paradas da Inglaterra.

## Antecedentes e promoção
Apesar do BMTH ser uma banda britânica e suas canções serem em inglês, o título do álbum, Amo, está em português. O vocalista Sykes disse em entrevista com a NME: "Obviamente 'Amo' é português para 'I love' (eu amo, em inglês), obviamente há a parte 'ammunation' e depois em português europeu significa 'mestre'. Parece feliz, mas existem todos esses significados ocultos que o tornam mais complexo"}} foi promovido pela primeira vez por uma campanha publicitária de outdoors em Londres e outras cidades do mundo com símbolos usados pela banda no passado, junto com as palavras "Você quer começar uma seita comigo?", que são letras de "Mantra". Também foi lançado um site intitulado joinmantra.org que dizia: "Salvation will return", e um número de telefone que, quando chamado, apresentava vários clipes de áudio em diferentes momentos, incluindo um de uma mulher chamada Samantha dizendo "Eles estão me obrigando a fazer isso. Eu não sabia no que estava me metendo".
A canção "MANTRA" foi posteriormente estreada em BBC Radio 1, com Sykes dizendo para Annie Mac: "Basicamente, nós saímos e gravamos algumas coisas e esta é a primeira coisa que queremos mostrar às pessoas do nosso retorno. É bastante diferente, mas tem semelhanças - é o que queríamos compartilhar com o mundo. " Sykes afirmou que Mantra "não é" realmente "representativo do som de todo o álbum, também dizendo" todas as músicas do álbum são completamente diferentes. É muito mais experimental do que o nosso último álbum."

## Recepção da critica
| Críticas profissionais | Críticas profissionais |
| Pontuações agregadas   | Pontuações agregadas   |
| Fonte                  | Avaliação              |
| ---------------------- | ---------------------- |
| Metacritic             | 85/100                 |
| Avaliações da crítica  |                        |
| Fonte                  | Avaliação              |
| AllMusic               | 4.5 de 5 estrelas.     |
| Consequence of Sound   | B                      |
| Exclaim!               | 7/10                   |
| The Independent        | [ 7 ]                  |
| The Guardian           | [ 8 ]                  |
| Kerrang!               | 5/5                    |
| Metal Injection        | 7.5/10                 |
| NME                    | [ 11 ]                 |
| Substream Magazine     | [ 12 ]                 |
| Wall of Sound          | 7.5/10                 |

Amo recebeu aclamação de críticos de música, a Metacritic, que atribui uma classificação normalizada de 100 a críticas da crítica mainstream, o álbum tem uma pontuação média de 85 de 100 com base em 12 avaliações, indicando "aclamação universal".
O portal Loudwire o elegeu como um dos 50 melhores discos de rock de 2019.

## Musicas
| N.º            | Título                                  | Duração |  |
| 1.             | "i apologise if you feel something"     | 2:19    |  |
| 2.             | "MANTRA"                                | 3:53    |  |
| 3.             | "nihilist Blues" (featuring Grimes)     | 5:25    |  |
| 4.             | "in the dark"                           | 4:31    |  |
| 5.             | "wonderful life" (featuring Dani Filth) | 4:34    |  |
| 6.             | "ouch"                                  | 1:49    |  |
| 7.             | "medicine"                              | 3:47    |  |
| 8.             | "sugar honey ice & tea"                 | 4:21    |  |
| 9.             | "why you gotta kick me when i'm down?"  | 4:28    |  |
| 10.            | "fresh bruises"                         | 3:18    |  |
| 11.            | "mother tongue"                         | 3:37    |  |
| 12.            | "heavy metal" (featuring Rahzel)        | 4:00    |  |
| 13.            | "i don't know what to say"              | 5:52    |  |
| Duração total: | Duração total:                          | 51:54   |  |

Nota
- Todas as musicas são em letra minúscula, exceto "MANTRA", essa é estilizada em letra maiúscula.
- As letras de "Ouch" fazem referencia a "Follow You"

## Pessoal
| Bring Me the Horizon - Oliver Sykes – Vocais, Produção - Lee Malia – guitarras - Jordan Fish – Programação, Teclados, Backing vocals, Produção, Engenharia, Percussão - Matt Kean – Baixo - Matt Nicholls – Bateria, Percussão Músicos Adicionais - Grimes – Vocais na faixa 3 - Dani Filth – Vocais na faixa 5 - Rahzel – Vocais e beatbox na faixa 12 | Pessoas Adicionais - Romesh Dodangoda – Engenharia - Dan Lancaster – Mixagem de áudio - Ted Jensen – masterização - Alejandro Baima, Francesco Cameli, Nick Mills and Daniel Morris – Assistentes de engenharia - Rhys May – Engenharia de mixagem - Matt Ash and Craig Jennings – arte - Darren Oorloff – design - Pretty Puke – Fotografia - Choir Noir – Vocais adicionais - Parallax Orchestra – Orquestra |